# Gare du Blanc-Mesnil
Pour les articles homonymes, voir Gare de Mesnil.
La gare du Blanc-Mesnil est une gare ferroviaire française de la ligne de La Plaine à Hirson et Anor (frontière), située sur la commune du Blanc-Mesnil dans le département de la Seine-Saint-Denis en région Île-de-France.
Elle est mise en service en 1980 par la Société nationale des chemins de fer français (SNCF). C'est une gare de la SNCF desservie par les trains de la ligne B du RER. Elle est située à 13 kilomètres de la gare de Paris-Nord.

## Situation ferroviaire
Établie à 46 mètres d'altitude, la gare du Blanc-Mesnil est située au point kilométrique (PK) 13,172 de la ligne de La Plaine à Hirson et Anor (frontière), entre les gares de Drancy et d'Aulnay-sous-Bois.

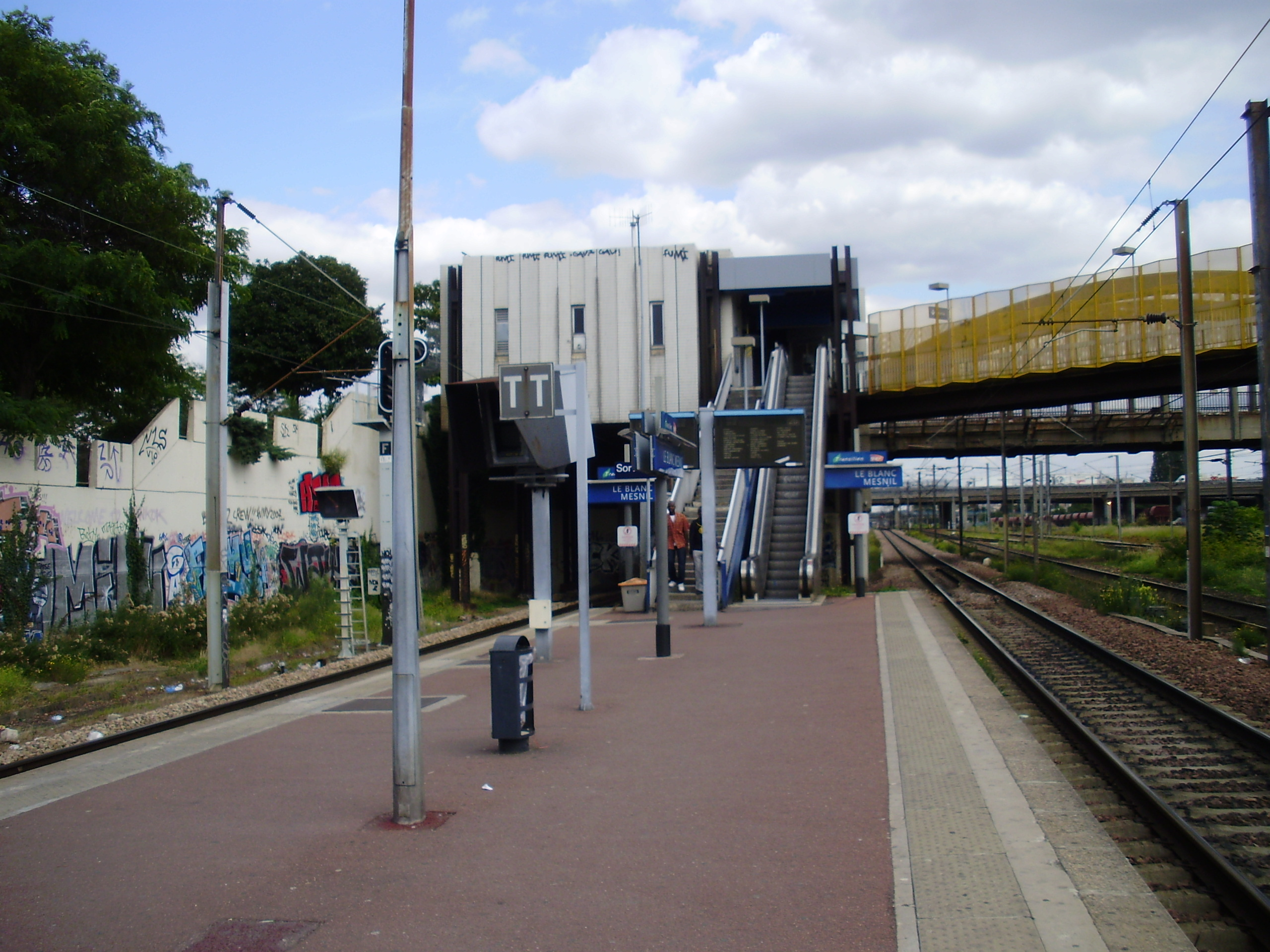
Intérieur de la gare avec l'un des quais et la sortie côté Aulnay-sous-Bois.

## Histoire
La ligne de La Plaine à Hirson et Anor (frontière) traverse la commune du Blanc-Mesnil depuis les années 1860, mais celle-ci n'est desservie que par la gare de Blanc-Mesnil - Drancy située sur le territoire de cette dernière commune. La gare du Blanc-Mesnil n'est mise en service que début juin 1980 (l'ancienne gare de Blanc-Mesnil - Drancy devenant la gare de Drancy).
En 2014, selon les estimations de la SNCF, la fréquentation annuelle de la gare est de 2 910 600 voyageurs.

## Service des voyageurs

### Accueil
Gare SNCF, elle dispose d'un bâtiment voyageurs, avec guichet, ouvert tous les jours. Elle est notamment équipée d'automates pour l'achat de titres de transport et du système d'information en temps réel. L'accès et la sortie s'effectuent par des escaliers.

### Desserte
Le Blanc-Mesnil, située en zone 3, est desservie par des trains de la ligne B du réseau express régional d'Île-de-France (RER).

### Intermodalité
Elle est desservie par les lignes 01, 45, 607 (depuis l'arrêt Pasteur) et 620 du réseau de bus Terres d'Envol ainsi que par les lignes 251 et 351 du réseau de bus RATP depuis l'arrêt Rond-Point Pierre Sémard - Paul Vaillant-Couturier.